# Parque forestal de Monsanto
El parque forestal de Monsanto (en portugués: Parque Florestal de Monsanto) es un bosque municipal protegido en Lisboa, Portugal, y es la zona verde más grande de la ciudad, con 900 ha.
Un gran número de especies fueron introducidas en las colinas de Monsanto. Debido a las características climáticas y geológicas, crearon ecosistemas muy interesantes en la zona urbana de Lisboa (y los municipios circundantes). El Parque Ecológico de Lisboa, ubicado en el Parque Forestal de Monsanto, es un punto de encuentro para un nuevo contacto con el medio ambiente, justo en el centro de la capital portuguesa. Su objetivo principal es hacer que los visitantes tomen conciencia de las muchas variables del entorno, por ejemplo, geología, clima, flora y fauna.
El Parque Ecológico, que se encuentra dentro del parque forestal, tiene un perímetro de cuatro kilómetros, y un área total de cincuenta hectáreas, de las cuales dieciséis están cercadas y treinta y cuatro no están cercadas. Se extiende por la Serra de Monsanto, desde Alto da Serafina hasta los bosques de S. Domingos de Benfica, pasa por la granja del Marqués de Fronteira y el Club de Tiro de Plomo de Portugal. El Parque Ecológico cuenta con un Centro de Interpretación, con un auditorio, un espacio para exposiciones permanentes y ocasionales, y un Centro de Recursos Multimedia. Quercus, la organización sin fines de lucro más grande de Portugal para la conservación del medio ambiente natural, tiene su sede en el parque.